# Kahili

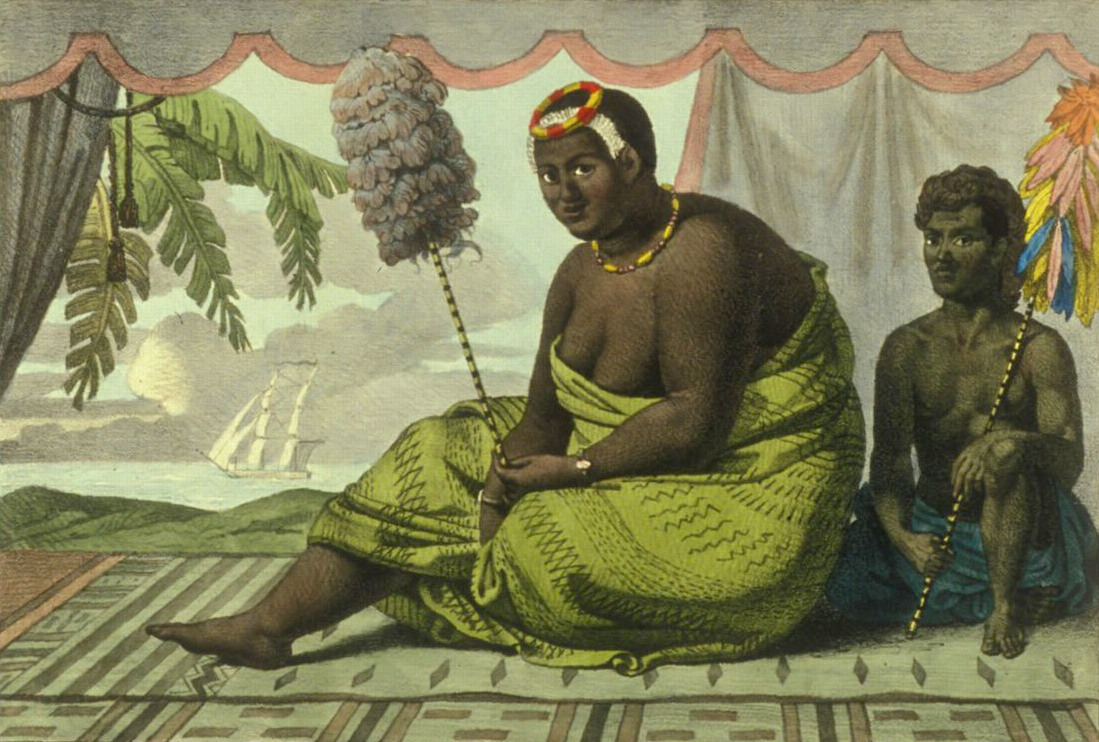
Koningin Kaahumanu met een kahili

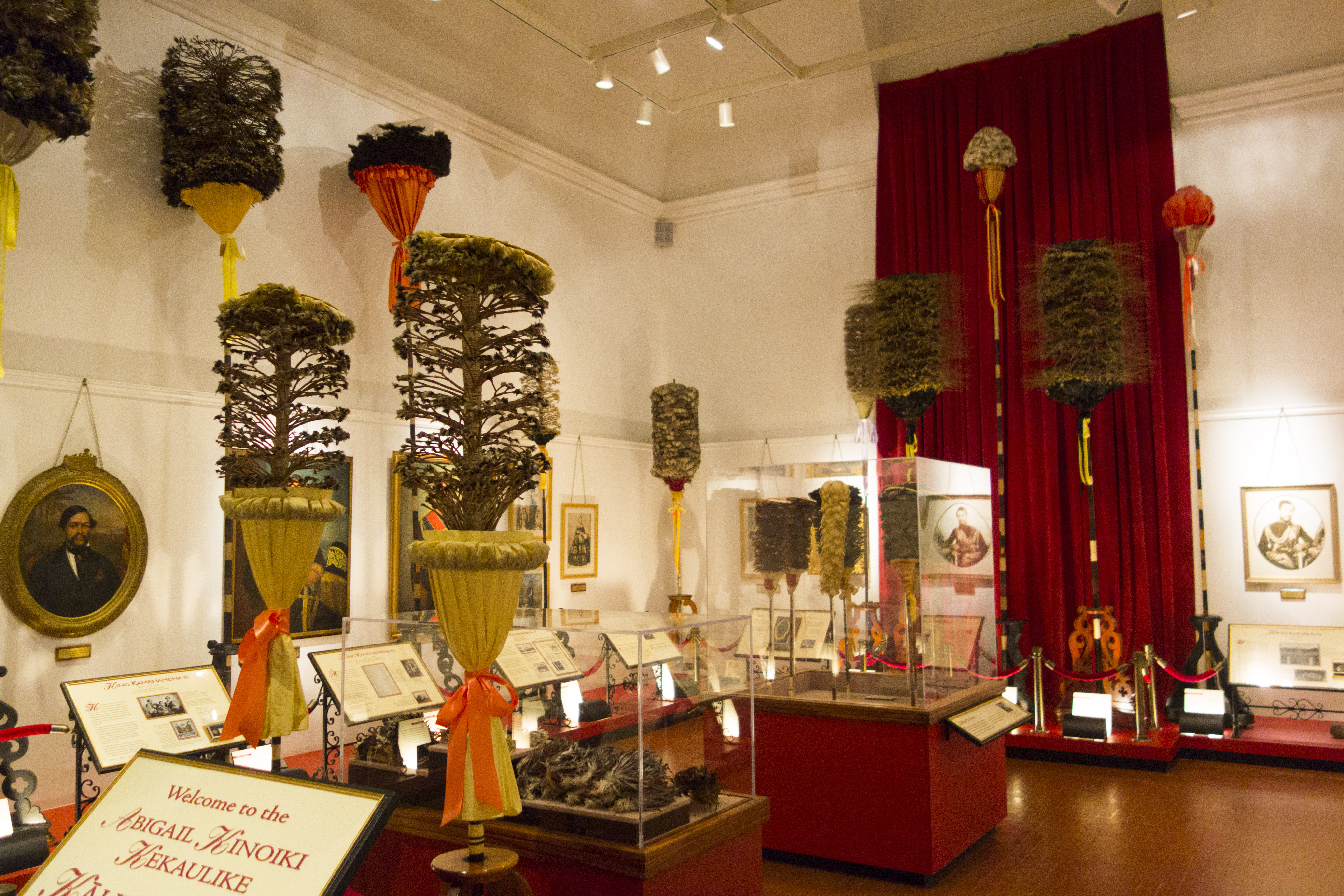
Kahili's in het Bishop Museum

Een Kahili is een door bonte veren bedekte scepter die door de aliʻi (stamhoofden) van Hawaï bij plechtigheden werd gebruikt om hun hoge rang aan te geven.
De Kahili is afgebeeld op het grootkruis van de Orde van Kalakaua I.